# ラブ・ミー・ぽんぽこ!
『ラブ・ミー・ぽんぽこ!』は、赤瓦もどむによる日本の漫画作品。まず、『花とゆめ』（白泉社）2019年7号、12号に読み切り作品として掲載された後、同年15号から2021年2号まで連載された。

## 概要
人間の婿を探すため、人里に下りて来た化けだぬきのぽんこを主人公にした婚活コメディ漫画。当初は、天使と悪魔の設定で話を考えていたが、担当との打ち合わせを経てタヌキの話になった。
作者は本作品の連載中に、たぬき見たさに4時間以上かけて東京の動物園に行ったが、巣穴に潜っていたのかほとんど見ることができなかったと語っている。

## あらすじ
化けだぬき・ぽんこ (♀)は、生き残りを懸けて人間の雄と結婚するべく人里に下りてきた。美少女・たぬ沢蘭子として金持ちの子息たちが通う盟琳学園に入学するが、たぬき姿で溺れていたところを盟琳学園の理事長の孫・二ノ宮兄弟に拾われる。すぐに化けだぬきであることもばれてしまうが、ある条件のもと、ぽんこの婚活を手伝ってくれることになる。

## 登場人物
ぽんこ／たぬ沢 蘭子（たぬさわ らんこ）
主人公。人間の雄と番うために山から下りてきた化けだぬき。美少女・たぬ沢蘭子として金持ちの子息たちが通う盟琳学園に通いだす。ミステリアスに振る舞うことで男女両方から好感度が高く、それを利用して男に近づこうとしている。
二ノ宮 一（にのみや はじめ）
真の双子の兄で二ノ宮財閥の跡取り。跡取りという立場を嫌がって家出をし、真と二人暮らしをしている。たぬ沢に惚れており、たぬ沢の情報と引き換えに、ぽんこの婚活をサポートすることになる。
二ノ宮 真（にのみや まこと）
一の双子の弟。家出をした一のお目付け役としてついて来た。
根須 豊隆（ねず とよたか）
古くから続く農家で小金持ちの根須家の跡取り。二ノ宮兄弟とは幼稚舎が一緒だった。
日下部 公太郎（くさかべ こうたろう）
二ノ宮家専属の使用人。二ノ宮兄弟が幼少のころから仕えている。

## 書誌情報
- 赤瓦もどむ 『ラブ・ミー・ぽんぽこ!』 白泉社 〈花とゆめコミックス〉、全5巻
  1. 2019年10月18日発売[8][9][7]、『花とゆめ』2019年7号[3]、12号[4]、15号[1] - 17号、ISBN 978-4-592-21619-3
    - 初めてのとき（描きおろし）

  2. 2020年1月20日発売[10][11][12][13]、『花とゆめ』2019年19号- 22号[14]、24号 - 2020年1号、ISBN 978-4-592-21620-9
    - 番外編（『ザ花とゆめ イケメン』2019年9月1日号）

  3. 2020年6月19日発売[15]、『花とゆめ』2020年3号 - 6号、8号 - 9号、ISBN 978-4-592-21693-3
    - 番外編（『ザ花とゆめ ファンタジー』2019年12月1日号）
    - 番外編 4コマ[16]（『ザ花とゆめ 神』2020年3月1日号）

  4. 2020年10月25日発売[17]、『花とゆめ』2020年10号・11合併号 - 18号、ISBN 978-4-592-21694-0
    - 番外編[18]（『ザ花とゆめ アオハル』2020年6月1日号）

  5. 2021年2月25日発売[19]、『花とゆめ』2020年19号、21号 – 23号、2021年1号 - 2号[2]、ISBN 978-4-592-21695-7
    - オマケ漫画（描きおろし）

## 関連事項等
『ラブ・ミー・ぽんぽこ!コラボカフェ』
NewType新宿にて2021年2月6日から2月28日の期間、コラボカフェが開催された。作品をイメージしたフードメニューや、カフェ限定キャラクターの描き下ろしグッズ販売などが行われた。